# Lina Ehrentraut
Lina Ehrentraut (* 1993 in Neuss) ist eine deutsche Comic-Künstlerin, Designerin und Illustratorin. Als erste Studentin erhielt sie 2019 den e.o.plauen Förderpreis. Nach mehreren Veröffentlichungen im Selbstverlag erschien 2021 mit Melek + ich ihre erste kommerzielle Publikation.

## Leben und Werk
Lina Ehrentraut wurde 1993 in Neuss geboren. Von 2013 bis 2020 studierte sie Buchkunst und Grafikdesign an der Hochschule für Grafik und Buchkunst Leipzig. Dort besuchte sie die Illustrationsklasse von Thomas Müller. Sie schloss ihr Studium mit einem Diplom ab. Sie lebt und arbeitet in Leipzig.
Als Teil des Künstlerkollektivs „Squash“ gestaltet sie zusammen mit Eva Gräbeldinger, Franz Impler und Malwine Stauss seit 2018 Ausstellungen, Comics, Lesungen und Zines. 2021 gründeten die bereits aktiven Mitglieder, verstärkt um weitere Künstler, den „Squash Comics e.V.“ in Leipzig. Im gleichen Jahr rief der Verein mit Unterstützung des Millionaires Club – das Leipziger Comic-Festival hatte nach etwa zehn Jahren Bestehen sein Ende bekannt gegeben – die „Snail Eye Cosmic Comic Convention“ ins Leben, die seitdem jährlich für drei Tage in der Kolonnadenstraße und Umgebung stattfindet. Für die Jahre 2021 und 2022 übernahm Ehrentraut das Design für die Veranstaltung, was zum Beispiel ein Magazin zur Convention beinhaltet.
Ihr Debüt-Comic Melek + ich erschien 2021 bei Edition Moderne. Die junge Physikerin Nici baut einen künstlichen Körper, den sie Melek tauft und mit dem sie in parallele Dimensionen reisen kann. In einer dieser Welten begegnet sie in Meleks Körper sich selbst und geht mit der anderen Nici eine Beziehung ein. Während Melek klar strukturiert und diszipliniert vorgeht, lebt Nici im Moment, ist spontan und chaotisch. Melek trägt ausschließlich schwarze Kleidung; Nici zieht sich im Gegensatz bunt und ausgefallen an. Die Designs für Nicis Kleidung stammen von Ehrentraut, die sie parallel zur Veröffentlichung von Melek + ich im Selbstverlag als Interdimensional Love Affairs vorstellte. Melek + ich ist größtenteils in Schwarz-Weiß gehalten. Der minimalistische Stil wirkt stellenweise skizzenhaft und lässt viele Freiräume. Wichtige und gefühlsintensive Momente zeichnet sie im Gegensatz in bunten Farben und abstrakten Formen, die die Seiten vollständig ausfüllen. Laut Ehrentraut ist die Begegnung mit sich selbst ein „sehr präsentes Thema, […] auch in Zeiten von Selbstoptimierung oder den Entwicklungen sozialer Medien“. Melek + ich sei sehr persönlich, aber nicht autobiografisch geprägt. Als Grund für die explizite Darstellung von Sex nennt sie, dass es „einfach viel zu wenig Darstellungen von nicht-hetero Sex von nicht-cis Personen“ gebe. Canicola veröffentlichte 2022 eine italienische Übersetzung als io e melek. Im April 2023 folgte bei Même Pas Mal eine französische Ausgabe unter dem Titel Melek + Moi.
Für das Buch wie ich frau bin von Ruth-Maria Thomas, das im Januar 2023 bei SuKuLTuR herauskam, zeichnete Ehrentraut das Titelbild. Im August des gleichen Jahres gründete sie in Zusammenarbeit mit der Leipziger Buchhandlung Rotorbooks den Kleinverlag Rotorpress für „Theorie, experimentelle Literatur und Comics“. Mit Doggy Style von Ehrentraut erschien im Februar 2024 die erste Publikation von Rotorpress. Den Comic hatte sie bereits 2018 im Selbstverlag veröffentlicht. Darin schildert sie eine Alltagsgeschichte über Dating, Freundschaft und Sex, in der ein ungeliebter Hund eine entscheidende Rolle spielt.

## Auszeichnungen
Im Jahr 2019 wurde Ehrentraut mit dem e.o.plauen Förderpreis ausgezeichnet, womit der Preis zum ersten Mal an eine Studentin ging. Die Jury urteilt, Ehrentraut „zeichnet, malt und beherrscht die Drucktechniken“ und trotz der verschiedenen Stilmittel erkennt man immer die Künstlerin: „Ruppige Linien, tiefe Schatten unter den Augen, flächiger Farbauftrag, expressionistisch“. Ihre Figuren würden sich gegen den „bestehenden Perfektionismus“ auflehnen und insbesondere vom Male gaze befreien.
Für Melek + ich erhielt Ehrentraut 2022 einen Max-und-Moritz-Preis als „Bestes deutschsprachiges Comic-Debüt“ (zusammen mit Pfostenloch von Daniela Heller und Who's the Scatman? von Jeff Chi). Selten sei ein Debüt „so lebendig und bei aller Unfertigkeit so stark“ ausgefallen. Weiter hält das Preiskomitee fest, dass Ehrentraut mit ihren „rüden schwarzen Strichen“ Emotionen so klar zeichnet, dass die Hauptfiguren wie „offene Bücher wirken“. Lesbische Beziehungen seien allgegenwärtig und normal, sodass „kein Wort darüber verloren wird“. Sexszenen stelle sie so explizit dar, dass einzelne Seiten fast schon pornografisch wirkten.

## Kritiken
In Melek + ich geht es um eine „Reise zum Ich“, urteilt Christian Neubert für das Titel-Kulturmagazin. Die Science-Fiction-Elemente dienten dazu, um von „beiden Seiten einer Medaille zu erzählen, die im Hier und Jetzt geprägt wird“. Der Comic erzähle von „Lebensentwürfen, von getroffenen und aufgeschobenen Entscheidungen, von Selbstoptimierung und Ich-Entfaltung“. Ehrentraut finde für Melek + ich „lebendige Worte mit Drive und Witz“. Der vorwiegend schwarz-weiße, reduzierte Stil werde nur unterbrochen, „wenn’s zur Sache geht“. In solchen Momenten – beispielsweise wenn der „Cocktail knallt, die Liebe aufflackert [oder] beim Sex“ – würden die Zeichnungen „explodieren […], bis das Figürliche aufgehoben ist und Formen und Farben verlaufen“.
Ähnlich urteilt Lars von Thörne im Tagesspiegel. Ehrentraut nutze die Prämisse von Melek + ich für „eine im Hier und Jetzt verankerte Erzählung mit viel Witz, in der es auf kluge […] Weise um […] Identität, unterschiedliche Lebensentwürfe sowie Liebe und Selbstliebe geht“. Neben der Handlung und den „lebensnahen Dialogen“ würden insbesondere die Illustrationen den Comic zu einer „aufregenden Lektüre“ machen. Auf den ersten Blick wirkten die Zeichnungen „roh und chaotisch“, passten auf den zweiten Blick allerdings gut zur Erzählung. Die Bilder hätten eine „spontan wirkende Kraft“, die auch Doggy Style auszeichne. In diesem Comic gehe es ebenfalls um Themen wie „Liebe, Selbstliebe und einen Körpertausch“. Mit Melek + ich habe sie ihren „prägnanten Stil weiterentwickelt“ und erweise sich damit als eine der „interessantesten jüngeren Stimmen der deutschen Comicszene“.
Ehrentraut spiele in Melek + ich nicht nur mit Identitäten, sondern sie stelle das „Konzept der Selbstliebe plakativ dar und möchte damit auch dem allgegenwärtigen Selbstoptimierungswahn […] gegensteuern“. Weiter schreibt Michaela Pichler für FM4, dass die Erzählung auch als klassische Beziehungsgeschichte funktioniert, hält man sich allerdings die Parallelwelt vor Augen, „datet die Wissenschafterin und Erfinderin (getarnt als Melek) einfach nur eine weitere Version ihrer selbst“. Durch den Wechsel zwischen den vorwiegend schwarz-weißen, einfach gehaltenen Zeichnungen und „expressive[n] Gemälde[n], die aus allen Farben des Regenbogens bestehen“, lasse der Comic die Grenzen zur bildenden Kunst verschwimmen.